# Farbenspiel
Farbenspiel (it. Gioco di colori) è il sesto album della cantante tedesca Helene Fischer, pubblicato il 4 ottobre 2013. Nella settimana della sua pubblicazione l'album schizzò alla posizione numero 1 delle classifiche in Germania, Austria e Svizzera.
Nel maggio 2014 l'album ricevette in Germania il suo sesto disco di platino, diventando il sessantesimo album più venduto di sempre sul suolo tedesco.
Si tratta del primo album di Helene Fischer ad essere arrivato alla numero 1 in Svizzera e a venire certificato disco di platino nella Confederazione.
A oggi il disco ha venduto 1 935 000 copie nel mondo.

## Il disco
Il produttore dell'album è Jean Frankfurter, autore della maggior parte dei brani. Der Graf è autore del brano Ein kleines Glück. Peter Plate ha collaborato a In diesen Nächten e Unser Tag. Kristina Bach collaborò nuovamente con Helene Fischers dopo aver lavorato al suo precedente album, dando vita tra gli altri alla mega-hit Atemlos durch die Nacht, che entrò nelle top 5 di Germania, Austria e Svizzera e nella top 30 delle Fiandre.

## Tracce
| #   | Brano                                                                                             | Durata |
| --- | ------------------------------------------------------------------------------------------------- | ------ |
| 1.  | Fehlerfrei                                                                                        | 3:38   |
| 2.  | Mit keinem andern                                                                                 | 3:42   |
| 3.  | So kann das Leben sein                                                                            | 4:01   |
| 4.  | Marathon                                                                                          | 3:47   |
| 5.  | Atemlos durch die Nacht                                                                           | 3:39   |
| 6.  | Der Augenblick                                                                                    | 4:14   |
| 7.  | Te Quiero                                                                                         | 3:38   |
| 8.  | Captain meiner Seele                                                                              | 3:37   |
| 9.  | In diesen Nächten                                                                                 | 4:20   |
| 10. | Feuerwerk                                                                                         | 3:40   |
| 11. | Ehrlich und klar                                                                                  | 4:02   |
| 12. | Wunder dich nicht                                                                                 | 3:51   |
| 13. | Auf der Suche nach mir                                                                            | 4:09   |
| 14. | Alice im Wunderland                                                                               | 3:59   |
| 15. | Unser Tag                                                                                         | 3:35   |
| 16. | Ein kleines Glück                                                                                 | 3:40   |
| 17. | Weit über's Meer (con Santiano - Bonus-track per Media Markt e Saturn)                            | 3:09   |
| 18. | How Am I Supposed to Live Without You (con Michael Bolton - Bonus-Track per Media Markt e Saturn) | 4:46   |

## Classifiche
| Classifica (2013) | Posizione massima |
| ----------------- | ----------------- |
| Austria           | 1                 |
| Belgio (Fiandre)  | 14                |
| Danimarca         | 4                 |
| Germania          | 1                 |
| Paesi Bassi       | 8                 |
| Svizzera          | 1                 |

### Classifiche di tutti i tempi
| Paese    | Posizione raggiunta |
| -------- | ------------------- |
| Austria  | 4                   |
| Svizzera | 5                   |